# Isoesano
L'isoesano è un alcano costituito da uno scheletro carbonioso (debolmente ramificato) a 6 atomi di carbonio a cui sono legati 14 atomi di idrogeno.
È un isomero strutturale del n-esano, del quale ha la stessa formula bruta (C6H14), ma differente formula di struttura.
A temperatura ambiente si presenta come un liquido incolore dall'odore di benzina. È un composto molto infiammabile, irritante, pericoloso per l'ambiente, nocivo.